# Mercedes D.I
Mercedes D.I byl vodou chlazený šestiválcový řadový motor s rozvodem SOHC vyvinutý v roce 1913 v Německu jako pohonná jednotka pro letadla. Dosahoval výkonu 75 kW (100 hp) a v raném období první světové války poháněl řadu německých vojenských letounů. V těsně poválečném období jej používaly i československé cvičné letouny Aero Ae-10 a Letov Š-10, a jeho kopie byla vyráběná firmou Breitfeld & Daněk pod označením Blesk I.

## Použití
- AEG B.I
- AEG G.I
- Aero Ae-10
- Albatros B.I
- Albatros G.I
- Aviatik B.I
- DFW B.I
- DFW Floh
- Fokker D.I
- Letov Š-10
- LFG V 39
- LFG Roland Pfeilflieger
- Stahlwerk-Mark R.V
- Pfalz E.V

## Specifikace
Údaje platí pro verzi B&D Blesk

### Technické údaje
- Typ: zážehový šestiválcový řadový motor
- Vrtání: 120 mm
- Zdvih: 140 mm
- Zdvihový objem: 9,50 l
- Délka: mm
- Šířka: mm
- Výška: mm
- Suchá hmotnost: 205 kg

### Součásti
- Ventilový rozvod: SOHC
- Reduktor: přímý náhon hřídele, levotočivý
- Palivový systém: karburátorový
- Palivo: letecký benzín
- Chlazení: vodní

### Výkony
- Výkon: 74 kW (100 k) při 1 400 otáčkách za minutu
- Kompresní poměr: 4,5:1
- Měrná spotřeba paliva: 313 g/kW/h